# Culpa Mía – Meine Schuld: London
Culpa Mía – Meine Schuld: London (Originaltitel My Fault: London) ist ein Filmdrama von Charlotte Fassler und Dani Girdwood. Der Film mit Asha Banks und Matthew Broome in den Hauptrollen  basiert auf einer Romanreihe von Mercedes Ron. Culpa Mía – Meine Schuld: London wurde am 13. Februar 2025 weltweit in das Programm von Prime Video aufgenommen.

## Handlung
Als Noahs Mutter Ella sich in den reichen William verliebt, ziehen beide aus den Vereinigten Staaten nach London, um bei William und seinem Sohn Nick zu leben. Die 18-Jährige und der Bad Boy fühlen sich sofort voneinander angezogen. Sie streiten viel, aber eigentlich wissen beide, dass sie füreinander bestimmt sind. Nick hat oft schlechte Gefühle, die er mit Gewalt und Autorennen ausdrückt. Noah hat eine gewaltvolle und traurige Vergangenheit und ist, was Gewalt angeht, sehr empfindlich. Sie bekommt Panikattacken, die manchmal von einem engen Raum ausgelöst oder bei Dunkelheit. Aber am meisten löst Gewalt das aus. Noahs Vater, der sie damals umbringen wollte, sitzt dank Noahs Aussage vor Gericht und im Gefängnis, weshalb sie Schuldgefühle hat.

## Hintergrund
Es handelt sich bei Culpa Mía – Meine Schuld: London um ein Remake des ersten Teils der Culpa-Trilogie von Domingo González, die 2023 mit Culpa Mia – Meine Schuld begonnen und 2024 mit Culpa Tuya – Deine Schuld fortgesetzt wurde. In dieser spanischen Produktion, die auf einer Romanreihe von Mercedes Ron basiert, waren Nicole Wallace und Gabriel Guevara in den Rollen von Noah Morán und Nick Leister zu sehen.

## Produktion
Regie führten Charlotte Fassler und Dani Girdwood. Das Drehbuch schrieb Melissa Osborne, die bei dem englischsprachigen Remake die Handlung in die britische Hauptstadt verlegte.
Asha Banks spielt Noah und Eve Macklin deren Mutter Ella. Ray Fearon spielt Ellas neuen Partner William und Matthew Broome dessen Sohn Nick. Weiter auf der Besetzungsliste finden sich Enva Lewis, Jason Flemyng, Kerim Hassan, Sam Buchanan, Amelia Kenworthy und Harry Gilby.
Die Filmmusik komponierte der Brite James Jacob, besser bekannt unter seinem Künstlernamen Jakwob. Der Musikproduzent, Songwriter und DJ war in der Vergangenheit für eine Reihe von Kurzfilmen und zuletzt für How to Have Sex von Molly Manning Walker tätig. Das Soundtrack-Album mit insgesamt 12 Musikstücken wurde am 14. Februar 2025 von Amazon Content Services als Download veröffentlicht.
Der erste Trailer wurde im Januar 2025 vorgestellt. Am 13. Februar 2025 wurde der Film weltweit in das Programm von Prime Video aufgenommen.

## Besetzung und Synchronisation
Die deutschsprachige Synchronisation entstand nach dem Dialogbuch und unter der Dialogregie von Rebecca Völz durch die Synchronfirma VSI Synchron in Berlin.
| Rolle             | Schauspieler        | Synchronsprecher   |
| ----------------- | ------------------- | ------------------ |
| Noah              | Asha Banks          | Marie Hinze        |
| Nick Leister      | Matthew Broome      | Sebastian Fitzner  |
| Jenna             | Enva Lewis          | Elisa Bannat       |
| Lion              | Kerim Hassan        | Sebastian Schulz   |
| Ronnie Burns      | Sam Buchanan        | Daniel Völz        |
| William Leister   | Ray Fearon          | Fabian Oscar Wien  |
| Ella              | Eve Macklin         | Melanie Hinze      |
| Dan               | Harry Gilby         | Marco Eßer         |
| Travis McKay      | Jason Flemyng       | Marcus Off         |
| Zach              | Sekou Diaby         | Jan Makino         |
| Bethan            | Christina Cole      | Gundi Eberhard     |
| Giles             | Tommy Belshaw       | Nicolás Artajo     |
| Anna Wolfe-Barnes | Amelia Kenworthy    | Lea Kalbhenn       |
| Maddie            | Seosaimhin Hennelly | Linnea Tsokos      |
| Tom               | Harvey Almond       | Sebastian Kluckert |
| Haley             | Tallulah Evans      | Sabrina Schwarz    |
| Camilla           | Victoria Wyant      | Özge Kayalar       |
| JP                | George Robinson     | Alexander Gaida    |
| Detective Sato    | Fiona Marr          | Maria Jany         |
| Portia            | Payal Mistry        | Amelie Plaas-Link  |